# 알도브란데스키가

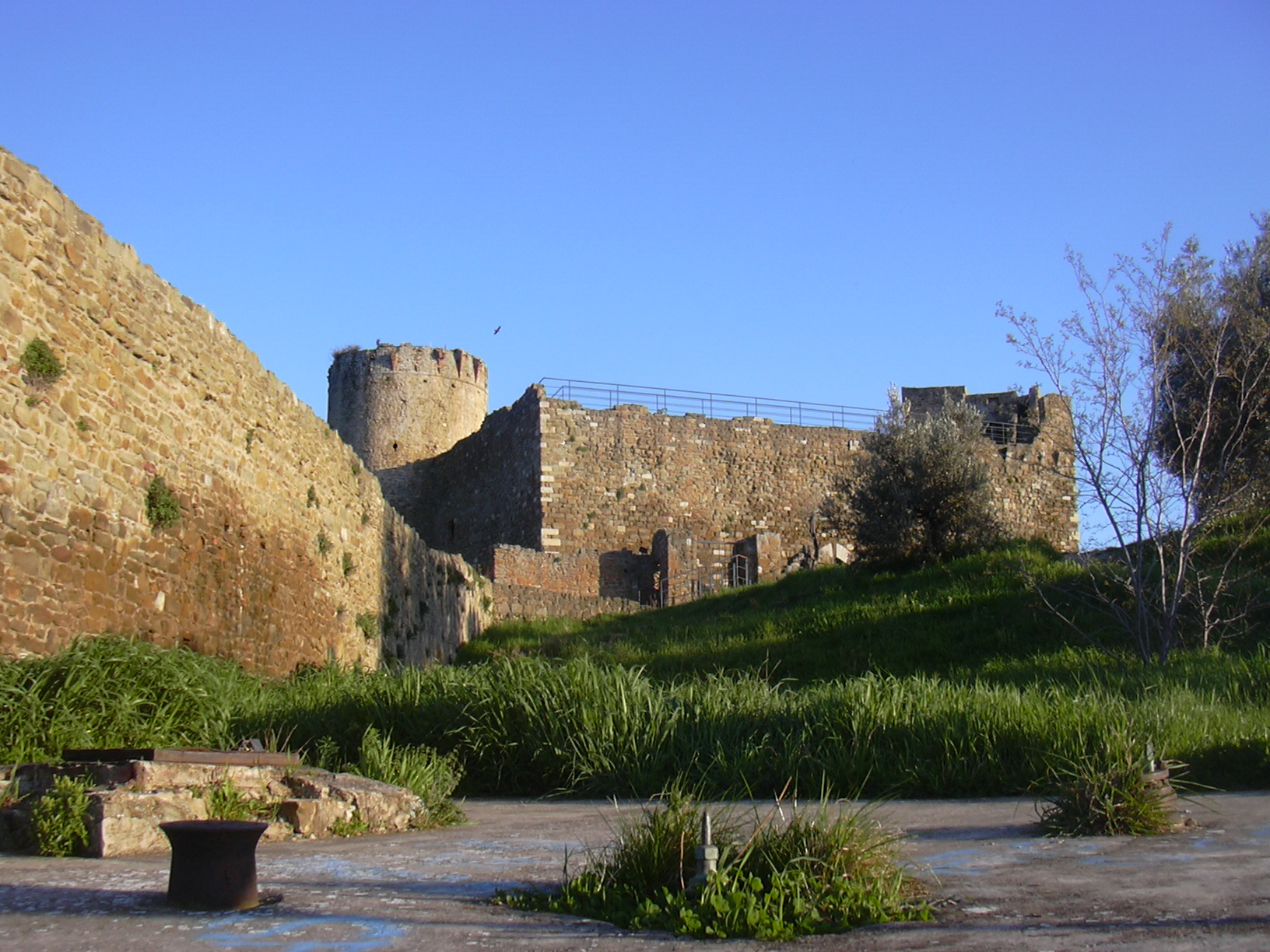
스칼리노에 있는 알도브란데스키 가문의 성.

알도브란데스키 가문(Aldobrandeschi)은 토스카나주 남부 출신의 이탈리아 귀족 가문이다.

## 개요
롬바르드족을 기원으로 추정되는 알도브란데스키 가문은 8세기 후반과 9세기 초에 산타피오라의 백작으로 역사에서 등장하며, 그럼에도 기델모 알도브란데스키(Ghidelmo Aldobrandeschi)는 729년에 루셀레의 군주로 언급되었다. 오늘날의 토스카나 남부에서 라치오주 북부까지 확장하였다.
1274년, 그들의 영지는 가문의 뿌리가 갈라지면서 산타피오라국과 사보나국으로 나뉘게 되었다. 사보나의 알도브란데스키 가문은 단절되어 오르시니 가문에게 넘겨졌다. 산타피오라 측의 알도브란데스키 가문 후계자는 스포르차 가문과 혼인하였다.
가문 출신중 가장 유명한 이는 13세기에 살았던 굴리엘모 알도브란데스키이며, 단테 알리기에리에게 "그란 토스코"(위대한 토스카나인)이라는 표창을 얻었고 교황 그레고리오 7세에게도 지지를 얻었다.

## 같이 보기
- 시에나 공화국
- 피틸리아노
- 산타피오라국